# یواس‌آرسی منهتن (۱۸۷۳)
یواس‌آرسی منهتن (۱۸۷۳) (به انگلیسی: USRC Manhattan (1873)) یک کشتی است که طول آن 102' می‌باشد. این کشتی در سال ۱۸۷۳ ساخته شد.